# Футболгольф
Футболгольф, або футбольний гольф (від англ. football та англ. golf) - це поєднання двох видів спорту: футболу та гольфу. Правила подібні до правил гри в гольф, але грають ногами і футбольним м’ячем, а лунки для м'яча мають відповідний розмір.

## Опис
Футболгольф - це спортивна гра, в якій окремі учасники або команди змагаються, заганяючи футбольний м’яч в спеціальні лунки ударами ноги, намагаючись пройти відведену дистанцію за мінімальну кількість ударів, та обійти при цьому існуючі перешкоди (якщо такі трапляються на шляху до лунки). У грі необхідно пройти все поле (курс), а це 9 чи 18 лунок, за мінімальну кількість ударів.
Футболгольф - це гра, в якій немає вікових обмежень, гра для людей будь-якого віку, статі та рівня спортивної підготовлентсті.

## Правила гри
Курс для гри у футболгольф складається із серії лунок. Зазвичай це 18 чи 9 лунок, але можуть бути й інші варіанти. Наприклад курси для гри у футболгольф у Fotbal Park Dymník, що в Чехії та Soccerpark-Inzell у місті Інцель, Німеччина нараховують по 36 лунок. 36 лунок поділені на 2 ігрових поля: Fun та Profi по 18 лунок кожний. Fun — підходить для сімейної гри та відпочинку. Грати можуть усі і дорослі, й діти. На курсі Profi, грати складніше та й відстань між лунками тут значно більша.

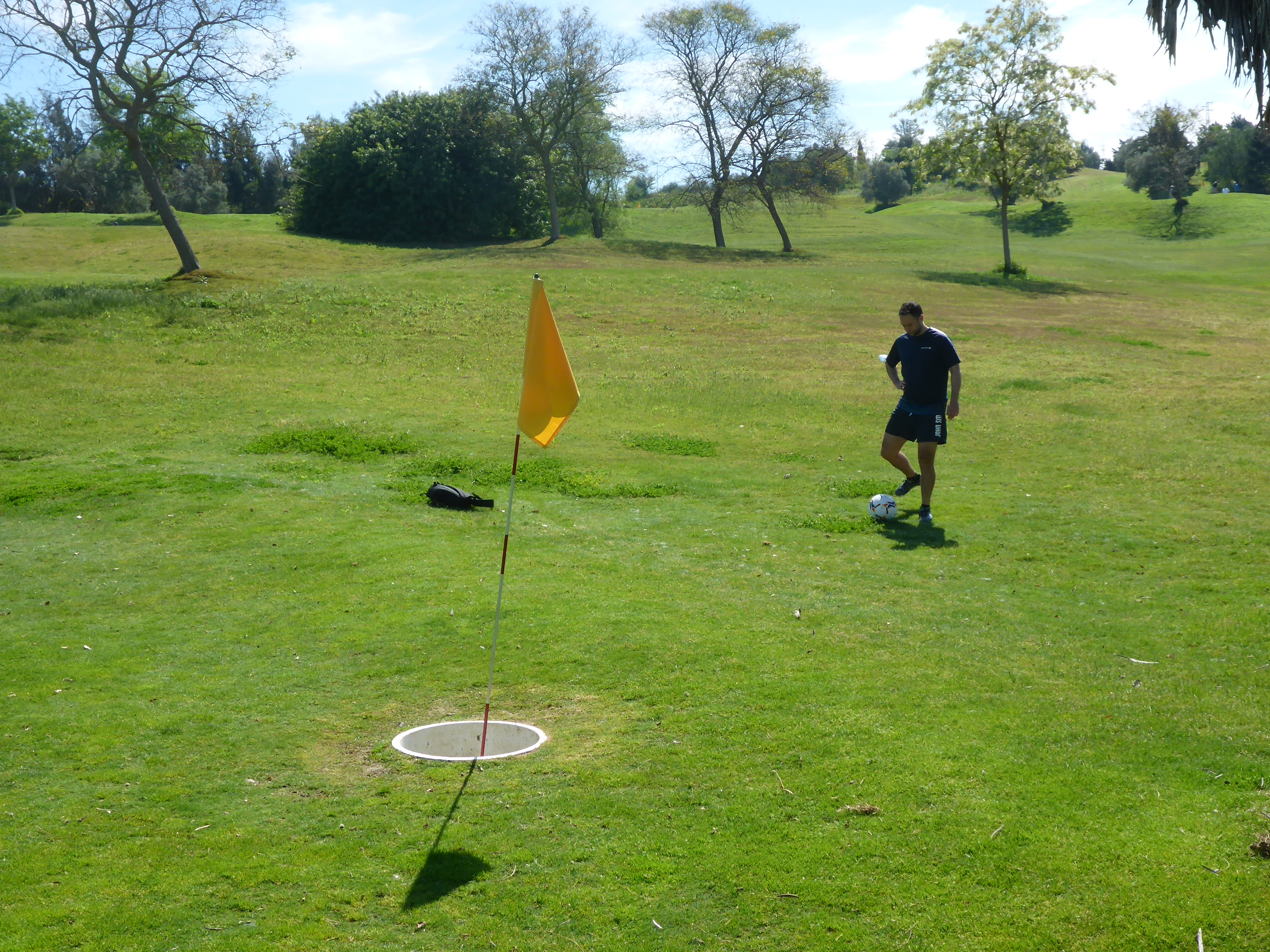
Гравець перед лункою

Кожна лунка має стартовий майданчик, звідки й починається гра. 
Стартовий майданчик позначено двома мітками, які позначають допустимі межі зони, де може бути встановлено м’яч для першого удару. Гру починають з першого удару по м’ячу з розміченого стартового майданчика. Коли м’яч зупинився, здійснюють повторний удар. Після того, як кожен з гравців зробить по першому удару, м’яч, що перебуває далі від лунки розігрується першим. Тобто першим завжди б'є той гравець, чий м’яч розташований далі від лунки. Саме тому, часто трапляється таке, що положення м’яча ускладнює або заважає гравцю, чий м’яч далі від лунки, виконати удар. Тож, для зручності гри, правилами дозволено тимчасово забрати свій м’яч. Для цього м’яч замінюють на маркер. Маркер - предмет, що відмічає положення м’яча поблизу лунки, зазвичай плоский, невеличкий, округлої форми. Після проходження лунки гравці записують результати у свої картки (англ. score-card). Кожний дотик ногою до м’яча вважають за удар. Якщо м’яч потрапив на ділянку іншої лунки або в іншу лунку, або у водну перешкоду, то записують 1 штрафний удар і гра триває з попереднього місця удару. 
Біля старту кожної лунки розташована інформаційна табличка, на якій вказана довжина лунки, її конфігурація та пар (кількість ударів), за які рекомендовано пройти лунку. Пар - це термін, що прийшов з гольфу, скорочено від “паритет” — умовний норматив, постійно використовуваний для підрахунку результатів і оцінки рівня гравців.  Пар — це кількість ударів, яку гравець повинен здійснити на одній лунці або на всьому полі у разі успішної грі. Зрозуміло, що гравець може показати результат і вище, і нижче пар. 
Максимально допустима кількість ударів на лунці дорівнює кількості пар помножене на 3. (Пар 3×3=9). Коли Ви досягли максимальної кількості ударів, при цьому м’яч досі не в лунці, ви повинні записати собі штраф (кількість пар лунки помножене на 4) та переходити на наступну лунку.
Наприклад якщо:
Пар                   Max.                 Штраф
3                       9                       12
4                       12                     16
5                       15                     20
6                       18                     24 
Також на лунці можуть бути присутніми різні перешкоди - водні перепони, кільця, поглиблення з піском, кущі, дерева, висока трава тощо, які треба або оминути або пройти наскрізь залежно від типу перешкоди.
Перемагає той, хто  пройде всі лунки за найменшу кількість ударів.

## Історія
Футболгольф (або футбольний гольф) ймовірно має свої витоки зі Швеції, де 1980 року вже грали у футболгольф. Саме відтоді гра почала розвиватися.
Перший чемпіонат світу з футболгольфу було проведено в Soccerpark Pfalz Дірмштайн, Німеччина 2007 року. Відтоді чемпіонати світу проводять кожного року. За теперішніх часів існує понад 100 курсів для гри у футболгольф. Найбільша кількість яких розташована в Данії. 
Існують також курси в Німеччині, Швеції, Норвегії, Чехії, Іспанії, Австрії, Україні, Великій Британії та Ірландії, Бразилії та в Таїланді.
В Україні перше поле для гри у футболгольф Football Land Dergachov було відкрито 24 травня 2014 року на базі сімейного комплексу, що розташований у мальовничому куточку Київської області, Обухівський район с.Верем'я. Розробкою дизайну та будівництвом першого в Україні поля для гри у футболгольф займалась компанія “Football Land”.
Саме це поле вже включено до WFGA (Word Footballgolf Association).

## Світова Асоціація
```
WFGA
 - Світова асоціація з футболгольфу
```

Стандарти гри, правила гри, проведення міжнародних чемпіонатів та рейтинги гравців регулюються WFGA ( англ. WFGA -“Word Footballgolf Association”) - Світовою асоціацією з футболгольфу, що являє собою міжнародний керівний орган з футболгольфу; WFGA була створена саме для вирішення таких питань. Президент асоціації  Ханс Хансен. 
Найкращі у своїх країнах гравці у футболгольф - Стадлер Марінус та Нідермаєр Ханс (Німеччина), Боллеруп Андерс та Санфілд Бент (Данія), Турлін Маркус (Швеція), Машін Мілан (Чехія), Сторсвен Бьйорнар (Норвегія),  Кірчбергер Томас (Австрія),  Олішкевич Олександр (Україна). Дані згідно з рейтинговою таблицею  WFGA станом на січень  2019 року.